# Jiří Povišer
Jiří Povišer (* 8. listopadu 1970) je bývalý český fotbalista, záložník.

## Fotbalová kariéra
Hrál za SK Dynamo České Budějovice, SK Slavia Praha, SK Sigma Olomouc a v německé regionální soutěži za FC Sachsen Leipzig. V československé (debut 3. března 1991) a české lize nastoupil ve 209 utkáních a dal 14 gólů.
Po skončení profesionální kariéry hrál tři sezóny 2003 - 2006 v rakouském Waidhofenu. Od léta 2006 hrál za TJ Hluboká nad Vltavou v krajském přeboru, kde v té době působil také jeho soused a bývalý spoluhráč z Dynama Karel Vácha. V prvním kole ročníku 2009/10 si však poranil koleno a v říjnu 2009 v českobudějovické nemocnici absolvoval operaci křížových vazů. Po rekonvalescenci nastupoval již jen za hlubocký B-tým v okresním přeboru. Na jaře 2012 se však Povišer vrátil do A-týmu a společně s Martinem Vozábalem, jehož klub pro jarní část angažoval, výrazně přispěl k záchraně v krajském přeboru. Povišer krajský přebor za Hlubokou hraje i v sezóně 2012/13.

## Ligová bilance
| Ročník                                   | Zápasy | Góly | Minuty | Klub                       |
| ---------------------------------------- | ------ | ---- | ------ | -------------------------- |
| 1. československá fotbalová liga 1990/91 | 15     | 2    | 1.350  | SK Slavia IPS Praha        |
| 1. československá fotbalová liga 1991/92 | 14     | 1    | 637    | SK Slavia Praha            |
| 1. československá fotbalová liga 1992/93 | 27     | 4    | 2.015  | SK JČE České Budějovice    |
| 1. česká fotbalová liga 1993/94          | 26     | 1    | -      | SK Dynamo České Budějovice |
| 1. česká fotbalová liga 1994/95          | 29     | 2    | -      | SK Sigma Olomouc           |
| 1. česká fotbalová liga 1995/96          | 28     | 1    | -      | SK Sigma Olomouc           |
| 1. česká fotbalová liga 1996/97          | 29     | 2    | -      | SK Sigma Olomouc           |
| 1. Gambrinus liga 1997/98                | 29     | 1    | -      | SK Dynamo České Budějovice |
| 1. Gambrinus liga 2002/03                | 12     | 0    | -      | SK Dynamo České Budějovice |
| CELKEM                                   | 209    | 14   | -      |                            |